# Мінніска (Міннесота)
Мінніска (англ. Minneiska) — місто (англ. city) в США, в округах Вінона і Вобаша штату Міннесота. Населення — 97 осіб (2020).

## Географія
Мінніска розташована за координатами 44°11′46″ пн. ш. 91°52′24″ зх. д. / 44.19611° пн. ш. 91.87333° зх. д. (44.196186, -91.873286).  За даними Бюро перепису населення США в 2010 році місто мало площу 2,67 км², з яких 1,35 км² — суходіл та 1,32 км² — водойми.

## Демографія
Згідно з переписом 2010 року, у місті мешкало 111 особа в 57 домогосподарствах у складі 39 родин. Густота населення становила 42 особи/км².  Було 62 помешкання (23/км²).
Расовий склад населення:
| - 98,2 % — білих - 0,9 % — азіатів |

До двох чи більше рас належало 0,9 %. Частка іспаномовних становила 0,9 % від усіх жителів.
За віковим діапазоном населення розподілялося таким чином: 9,9 % — особи молодші 18 років, 71,2 % — особи у віці 18—64 років, 18,9 % — особи у віці 65 років та старші. Медіана віку мешканця становила 53,9 року. На 100 осіб жіночої статі у місті припадало 126,5 чоловіків;  на 100 жінок у віці від 18 років та старших — 127,3 чоловіків також старших 18 років.
Середній дохід на одне домашнє господарство  становив 69 925 доларів США (медіана — 63 750), а середній дохід на одну сім'ю — 71 357 доларів (медіана — 65 417). Медіана доходів становила 56 250 доларів для чоловіків та 33 750 доларів для жінок. За межею бідності перебувало 6,1 % осіб, у тому числі 0,0 % дітей у віці до 18 років та 12,1 % осіб у віці 65 років та старших.
Цивільне працевлаштоване населення становило 59 осіб. Основні галузі зайнятості: освіта, охорона здоров'я та соціальна допомога — 18,6 %, виробництво — 16,9 %, роздрібна торгівля — 11,9 %, мистецтво, розваги та відпочинок — 10,2 %.